# Агути
Агу́ти (лат. Dasyprocta) — род млекопитающих отряда грызунов, обитающих преимущественно в тропических лесах и в саваннах Центральной и Южной Америки. Название «агути» заимствовано из языка тупи-гуарани: aquti. Также его называют «южноамериканский золотистый заяц».

## Ареал
Ареал рода простирается от Мексики до Бразилии, однако наиболее многочисленны они на территории Гвианы, Бразилии и на севере Перу.

## Характеристика
Агути — родственники морских свинок и похожи на них внешне, но имеют более вытянутые конечности. На передних лапах у агути по пять пальцев, на задних — по три. Хвост практически отсутствует. Агути обычно имеют размер около 50 см в длину (могут вырастать до 60 см), массу около 3,5 кг в среднем, достигая 4 кг. Окрас шерсти золотистый. У большинства видов тёмная спина и белый или светло-жёлтый живот. Благодаря лоснящейся шерсти, в окрасе также могут присутствовать оттенки оранжевого. В неволе агути могут прожить до 20 лет.

## Поведение
Агути ведут ночной образ жизни. В естественных условиях боязливы и избегают людей, но в неволе становятся более доверчивы. Агути принимают пищу, сидя на задних лапах и удерживая её в передних. Питаются фруктами и другими частями растений, могут наносить ущерб плантациям бананов и сахарного тростника. Наряду с капуцинами, агути являются единственными животными, способными раскалывать бразильские орехи — в основном, благодаря своей физической силе и исключительной остроте зубов. По ночам агути прячутся в дуплах деревьев или в норах между корней. Движения животного быстры и грациозны, они предпочитают перемещаться подобием рыси или сериями прыжков, которые напоминают галоп. Агути не боятся воды и хорошо плавают. В помёте обычно от 2 до 4 детёнышей.
Охотники на агути придумали простой способ выманивать их — бросая камень, они имитировали падение фруктов на землю.

## Хозяйственное использование
Агути употребляют в пищу; Чарлз Дарвин описывал мясо агути как «самое вкусное из тех, что ему приходилось пробовать в жизни». Их едят в Бразилии, Гвиане и Тринидаде. Мясо белое, нежное и жирное.

## Виды
База данных Американского общества маммологов (ASM Mammal Diversity Database) признаёт 13 видов агути:
- Dasyprocta azarae — Агути Азары
- Dasyprocta coibae — Койбанский агути
- Dasyprocta croconota
- Dasyprocta fuliginosa — Чёрный агути
- Dasyprocta guamara — Оринокский агути
- Dasyprocta iacki
- Dasyprocta kalinowskii — Агути Калиновского
- Dasyprocta leporina — Бразильский агути
- Dasyprocta mexicana — Мексиканский агути
- Dasyprocta prymnolopha — Черноспинный агути
- Dasyprocta punctata — Центральноамериканский агути
- Dasyprocta ruatanica — Роатанский агути
- Dasyprocta variegata